# 7 Pułk Artylerii Ciężkiej (1920)
7 pułk artylerii ciężkiej (7 pac) – oddział artylerii ciężkiej Wojska Polskiego II Rzeczypospolitej w okresie wojny polsko-bolszewickiej.
Wiosną 1919 przystąpiono do formowania brygad artylerii dla dywizji piechoty. Brygada składała się z dowództwa, pułku artylerii polowej i pułku artylerii ciężkiej (dywizjon trzybateryjny). Drugi dywizjon pułku artylerii ciężkiej przeznaczony był do rezerwy artylerii Naczelnego Dowództwa. Dekretem Naczelnego Wodza Wojska Polskiego z 1 września 1919 wyznaczeni zostali dowódcy wszystkich istniejących wówczas ośmiu pułków artylerii ciężkiej. Dowódcą 7 pułku artylerii ciężkiej został płk Antoni Aleksandrowicz. Na początku grudnia 1919 Generalny Inspektorat Artylerii nakazał zaniechać dalszej organizacji II dywizjonu oraz rozwiązać sztab pułku, natomiast I dywizjon został samodzielnym oddziałem. Latem 1920 jego bateria zapasowa stacjonowała w Częstochowie.

## Powstanie i działania I/7 pac
22 marca 1919 w Częstochowie sformowany został 8 ćwiczebny dywizjon artylerii. Dowodzenie nad nim objął mjr Witold Konczakowski. 26 maja dywizjon został rozwiązany, a jego 2 bateria stała się zalążkiem 7 pułku artylerii ciężkiej z dowódcą płk. Antonim Aleksandrowiczem. W pierwszej kolejności przystąpiono do organizowania I/7pac. 25 czerwca w skład I dywizjonu weszła sformowana we Lwowie 2 bateria wałowa. Stała się ona 1/7 pac. Od chwili powstania walczyła na froncie polsko-ukraińskim. 9 sierpnia I/7 pac (bez 1 baterii) przeniesiony został do Częstochowy. Tam otrzymał lekkie francuskie działa i brakujący sprzęt. Gotowość bojową osiągnął już w październiku, jednak z powodu braku koni do lata 1920 stacjonował w Częstochowie. W grudniu rozwiązano dowództwo pułku i zrezygnowano z formowania II dywizjonu.
W tym czasie 1 bateria (początkowo jako 2 bateria wałowa) por. Kazimierza Schirmera już w grudniu 1919 walczyła we Lwowie. 28 i 29 grudnia w rejonie Rogatki Łyczakowskiej przez cały dzień powstrzymywała falowe ataki nieprzyjaciela. Następnie jej obsługi uczestniczyły w kontrataku, który doprowadził do odbicia Krzywczyc Wielkich. 16 lutego 1919 w rejonie Krzywczyc Małych skutecznie wsparła kontratak własnej piechoty. W połowie kwietnia 2 bateria wałowa przemianowana została na 2 baterię 4 pułku artylerii ciężkiej i skierowana na Śląsk. Tam do walki jednak nie doszło, a w grudniu lwowscy artylerzyści po raz kolejny zmienili nazwę i stali się 1 baterią 7 pułku artylerii ciężkiej. Otrzymali też 4 armaty francuskie kal. 105 mm. Na początku stycznia 1920 bateria została skierowana do Ostroga i dalej w rejon Miropola. Tu broniła Starego Miropola i Romanowa. Następnie przewieziona została koleją w rejon Zwiahla i uczestniczyła w wypadzie na Kropiwno. 9 kwietnia 1920 pluton baterii zniszczył sowiecki samochód pancerny.
Podczas ofensywy kijowskiej 1 bateria wspierała oddziały 7 Dywizji Piechoty w walkach pod Żytomierzem i Chwastowem. 27 maja pod Białocerkwią obezwładniła dwie baterie artylerii nieprzyjaciela, a następnie stoczyła pojedynek ogniowy z dwoma sowieckimi pociągami pancernymi. W związku z ofensywą konarmii Budionnego 13 czerwca bateria wycofała się z Białocerkwi w kierunku na Wasylków i Radomyśl. 15 czerwca pod wsią Horbulew doszło do 6-godzinnego boju, podczas którego bateria skutecznie zwalczała artylerię wroga i likwidowała piechotę nieprzyjaciela. Podczas dalszego odwrotu bateria walczyła pod Korosteniem i Chełmem. W okresie polskiej ofensywy walczyła pod Dorohuskiem, a 3 września zniszczyła pociąg pancerny. W pościgu nadal wspierała ogniem piechotę 7 DP i dotarła do Sarn. Tu zastało ją zawieszenie broni.
W czerwcu 1920 wyruszyła na front 2 bateria kpt. Jana Geniusza. W rejonie Zwiahla zniszczyła samochód ciężarowy, uszkodziła samochód pancerny oraz obezwładniła nieprzyjacielską baterię artylerii. 23 czerwca wspierała natarcie piechoty na Zadkówkę. 27 czerwca bateria przegrupowała się w rejon Równego. 4 lipca w rejonie Ponebla został rozbity I pluton, a jego żołnierze w większości dostali się do sowieckiej niewoli. Od 28 lipca 2-działowa 2 bateria uczestniczyła w walkach na linii Styru. Podczas dalszego odwrotu baterię objął por. Włodzimierz Klewszczyński i pod jego dowództwem pododdział dotarł do Dubienek. Tu bateria wpadła w zasadzkę, ale dzięki determinacji obsług atak został odparty. Dalsze marsze odwrotowe zaprowadziły baterię do Chełma Lubelskiego.
3 bateria por. Feliksa Strockiego od 5 do 13 sierpnia broniła Chełma Lubelskiego, a następnie w sposób zdecentralizowany walczyła na linii Bugu. 17 sierpnia pod Dubienką został otoczony jeden z jej plutonów. Mimo przewagi nieprzyjaciela pluton ten przebił się przez pierścień okrążenia. W dniach 19–21 sierpnia bateria walczyła pod Udarem rozbijając kartaczami sowieckie ataki. Wzięła też udział w artyleryjskim przygotowaniu forsowania Bugu przez pododdziały 11 pułku piechoty. W nocy z 30 na 31 sierpnia uczestniczyła w walkach o Józefów, a w kolejnych dniach walczono pod Jarosławiem, Tarytynem i Kurnatowem. W pościgu za nieprzyjacielem dotarła do Olewska.

### 7 dywizjon artylerii ciężkiej
W końcu listopada I/7 pac (bez 2 bac) połączył się w rejonie Kowla i tu spędzono zimę. 24 kwietnia 1921 dywizjon przetransportowany został do Kielc. Tu też usamodzielniono go i przemianowano na 7 dywizjon artylerii ciężkiej.
W związku z przejściem artylerii na stopę pokojową, 22 sierpnia 1921 utworzono nowy „pokojowy” 4 pułk artylerii ciężkiej. W jego skład miał wejść 10 Kaniowski dywizjon artylerii ciężkiej (I dyon) oraz 7 dywizjon artylerii ciężkiej (II dyon). 17 września funkcję dowódcy nowego pułku objął dotychczasowy dowódca 7 dac ppłk Witold Konczakowski. 16 października 7 dac przemianowany został oficjalnie na II/4 pac i wkrótce przetransportowany do Częstochowy, gdzie stanął jako oddział detaszowany.
| Stanowisko           | Stopień, imię i nazwisko          | Okres pełnienia służby                     |
| -------------------- | --------------------------------- | ------------------------------------------ |
| Dowódca pułku        | płk Antoni Aleksandrowicz         | 18 V – 20 XII 1919                         |
| Dowódca dywizjonu    | ppłk Witold Konczakowski          | od V 1919                                  |
| Adiutant             | por. Bronisław Kuczyński          |                                            |
| Adiutant             | por. Bolesław Ostrowski           |                                            |
| Lekarz wet.          | por. lek. wet. Walenty Malicki    |                                            |
| Lekarz wet.          | ppor. lek. wet. Bronisław Mądziel |                                            |
| Dowódca 1 baterii    | por. Kazimierz Schirmer           |                                            |
| Dowódca 1 baterii    | wz. por. Ignacy Aramowicz         |                                            |
| Oficer baterii       | ppor. Stanisław Klimkiewicz       | †28 V 1920 z ran w szpitalu polowym nr 404 |
| Oficer baterii       | ppor. Dzieduszycki                |                                            |
| Oficer baterii       | ppor. Hipolit Burchard            |                                            |
| Oficer baterii       | ppor. Piotr Łukaszewicz           |                                            |
| Oficer baterii       | pchor. Wacław Gay (KW)            |                                            |
| Dowódca 2 baterii    | kpt. Jan Geniusz                  | od V 1919                                  |
| Dowódca 2 baterii    | por. Włodzimierz Kleszczyński     |                                            |
| Oficer baterii       | ppor. Marian Gasztowt             |                                            |
| Dowódca 3 baterii    | por. Feliks Strocki               | od V 1919                                  |
| Oficer baterii       | ppor. Stefan Bramke               |                                            |
| Oficer baterii       | ppor. Marian Czyż                 |                                            |
| Oficer baterii       | ppor. Stanisław Prusiński         |                                            |
| Dowódca II dywizjonu | kpt. Jan Geniusz                  | V – 22 XII 1919                            |
| Dowódca II dywizjonu | por. Jerzy Kubecki                | do 22 XII 1919                             |
| Dowódca II dywizjonu | ppor. Hipolit Rajmund Burchard    | do 22 XII 1919                             |